# Cmentarz żydowski w Trewirze
Cmentarz żydowski w Trewirze – powstał w między 1620 a 1650 rokiem był wykorzystywany do 1922 roku. Zachowało się około 500 nagrobków. Wśród pochowanych są m.in. przodkowie Karola Marksa.